# Tatum Reed
Tatum Reed (Bloomfield Hills, Míchigan; 8 de agosto de 1980) es una ex actriz pornográfica, modelo erótica y productora de películas para adultos estadounidense. Durante su carrera en el mundo del porno, creó una presencia en Internet en la que combinaba su carrera en el cine para adultos con blogs, moda y reseñas de estilo de vida.

## Carrera
Reed ha sido reconocida por su convergencia de la tecnología, la moda, las reseñas de estilo de vida y la pornografía en un único portal de estilo de vida. Después de aparecer en un puñado de películas para adultos y sitios web, Reed lanzó su propia marca pornográfica "IlovePopwhore", que con el tiempo se convirtió en un sitio web basado en la realidad. En este presentaba a Reed seguida por un equipo de cámaras en una serie de viñetas al estilo de los realities.
Reed y su carrera pornográfica fueron también el centro de atención del documental de James Hanlon de 2007 Popwhore: A New American Dream. La película ganó el Gran Premio del Jurado al Mejor Documental, y Hanlon ganó el premio al Mejor Director de un Documental en el Festival Internacional de Cine y Vídeo Independiente de Nueva York.
Estuvo activa en la industria desde 2005, comenzando a los 25 años, hasta 2013, llegando a grabar, según el portal IAFD, 18 películas como actriz. Algunas de estas fueron Big Booty Moms 2, Scale Bustin Babes 23, She Likes It Black, Teen Thrills, White Kong Dong - M.I.L.F. Edition o Who's Next In Porn 2.

## Vida personal
Reed es una republicana conservadora y episcopaliana. Declaró que votó en las elecciones presidenciales a George W. Bush.